# Walt Hansgen
Walt Hansgen,  ameriški dirkač Formule 1, *28. oktober 1919, Westfield, New Jersey, ZDA, †7. april 1966 Orléans, Francija.
Debitiral je na domači in zadnji dirki sezone 1961 za Veliko nagrado ZDA, kjer je odstopil v štirinajstem krogu zaradi trčenja. Drugič in zadnjič je nastopil v Formuli 1 na domači in predzadnji dirki sezone 1964 za Veliko nagrado ZDA, kjer je s petim mestom dosegel svojo edino uvrstitev med dobitnike točk. Leta 1966 se je smrtno ponesrečil na testiranjih pred dirko 24 ur Le Mansa.

## Popolni rezultati Formule 1
(legenda) (odebeljene dirke pomenijo najboljši štartni položaj, poševne pa najhitrejši krog, †-uvrščen kljub odstopu)
| Leto | Moštvo           | Šasija     | Motor     | 1   | 2   | 3   | 4   | 5  | 6   | 7   | 8       | 9     | 10  | Prv | Toč |
| ---- | ---------------- | ---------- | --------- | --- | --- | --- | --- | -- | --- | --- | ------- | ----- | --- | --- | --- |
| 1961 | Momo Corporation | Cooper T53 | Climax L4 | MON | NIZ | BEL | FRA | VB | NEM | ITA | ZDA Ret |       |     | -   | 0   |
| 1964 | Team Lotus       | Lotus 33   | Climax V8 | MON | NIZ | BEL | FRA | VB | NEM | AVT | ITA     | ZDA 5 | MEH | 16. | 2   |